# Claudio Joannet
Claudio Joannet fue un religioso, editor y escritor natural de Dole, Franco Condado, Francia, nacido en 1716 y fallecido en 1789.

## Biografía
Claudio abrazó el instituto de San Ignacio de Loyola, después de haber terminado con brillantez sus estudios, y continuó en la citada Orden hasta que su salud le obligó a separarse de la Sociedad, retirándose a París donde dio a luz un periódico destinado únicamente a dar a conocer las obras religiosas y a combatir los principios de los incrédulos.
La reina de Francia, María Leszczynska, admitió la dedicatoria de esta obra y tomó bajo su protección al redactor de los ataques que recibía su publicación, y después de diez años de lucha y sinsabores, renunció a la continuación de su periódico para vivir en el retiro el resto de sus días.
Sabatier elogió su obra de poesía, por sus reflexiones juiciosas, crítica franca y reglas seguras y fijas, sacando los redactores de la L'Encyclopédie algunos extractos, particularmente del artículo Juego de palabras, y en la obra de los anales refuta el ensayo de David Renaud Boullier sobre el alma de los animales, sosteniendo lo que dejó escrito descartes.

## Obras
- Cartas sobre las obras de piedad,.., París, 1754-64, 40 vols.
- Del conocimiento del ser y de sus relaciones, 1755, 2 tomos, en 8º.
- Descubrimiento del corazón humano
- Elementos de poesía francesa, París, 1752, 3 vols., en 12º
- Los Anales mejor conocidos, París, 1770, 2 vols.